# Kanton Conliège
Kanton Conliège (francouzsky Canton de Conliège) je francouzský kanton v departementu Jura v regionu Franche-Comté. Tvoří ho 17 obcí.

## Obce kantonu
- Blye
- Briod
- Châtillon
- Conliège
- Courbette
- Crançot
- Mirebel
- Montaigu
- Nogna
- Pannessières
- Perrigny
- Poids-de-Fiole
- Publy
- Revigny
- Saint-Maur
- Verges
- Vevy